# A1 Team Großbritannien
Das A1 Team Großbritannien (engl. Stilisierung: A1Team.Great Britain) war das britische Nationalteam in der A1GP-Serie. Es wurde in den Saisons 2005/2006, 2006/2007 und 2007/2008 jeweils Dritter in der Meisterschaft.

## Geschichte

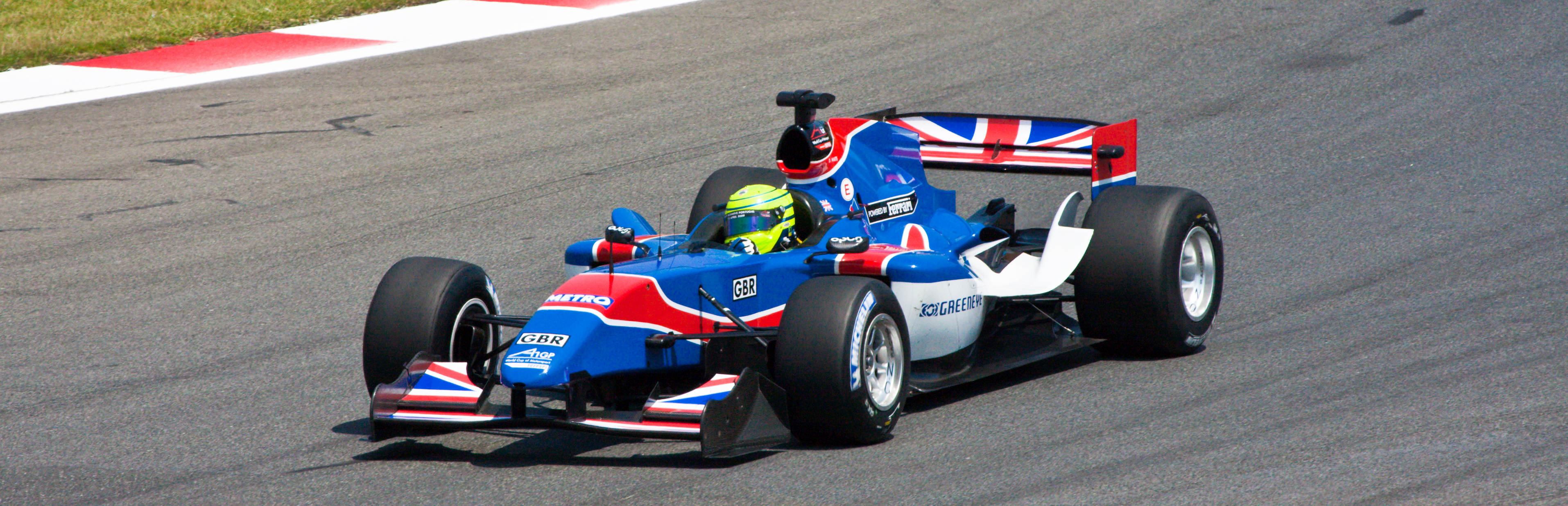
A1 Team Großbritannien in Kyalami 2009

Das A1 Team Großbritannien wurde von Tony Clements und John Surtees, Formel-1-Weltmeister von 1964, gegründet – Letzterer hat sich allerdings zu Beginn der dritten Saison von seinen Geschäften zurückgezogen, da er sich unter anderem vermehrt um die Rennfahrerkarriere seines Sohnes Henry kümmern wollte; als Rennstall fungierte in der ersten Saison das britische Team Arden International, seither wird ein eigenes Team eingesetzt.
In der ersten Saison zählten die Briten zu den Topteams. Bereits im Hauptrennen des Premieren-Rennwochenendes im heimischen Brands Hatch lag ein Sieg in Reichweite, ein technischer Defekt zwang das Team jedoch in Führung liegend zur Aufgabe. Der erste Podestplatz konnte schließlich auf dem EuroSpeedway Lausitz mit Rang zwei im Hauptrennen durch Robbie Kerr eingefahren werden, gefolgt von weiteren sieben Podiumsplatzierungen (vier zweite und zwei dritte Plätze durch Robbie Kerr sowie ein dritter Platz durch Darren Manning). Es beendete die Saison auf dem dritten Rang mit 97 Punkten.
In der folgenden Saison konnte das Team seine Stellung behaupten. Nach fünf Podestplätzen (zwei zweite Plätze durch Oliver Jarvis sowie zwei zweite und ein dritter Platz durch Robbie Kerr) gelang Oliver Jarvis schließlich im Hauptrennen auf dem Autódromo Hermanos Rodríguez der erste Sieg für die Briten. Am folgenden Rennwochenende in Shanghai konnte dann auch Robbie Kerr einen Sieg feiern (im Sprintrennen), gefolgt von einem zweiten Platz im Hauptrennen. Dieses Ergebnis wiederholte er in Brands Hatch, wobei vor allem der Sieg im Sprintrennen von Bedeutung ist, da es den Briten hiermit als erster Nation gelang, einen Sieg bei einem Heimrennen zu erzielen. Das Team beendete die Saison erneut als Gesamtdritter mit 92 Punkten.
Auch in der dritten Saison gehörte das Team wieder zu den besten. Es konnte zwei Siege – einen im Hauptrennen in Zandvoort durch Oliver Jarvis und einen im Sprintrennen in Brands Hatch durch Robbie Kerr – sowie weitere 6 Podiumsplatzierungen (drei zweite Plätze durch Jarvis sowie zwei zweite und ein dritter Platz durch Kerr) erzielen. Am Ende stand wieder der dritte Gesamtrang zu Buche, dieses Mal mit 126 Punkten.
Das erste Rennwochenende der vierten Saison musste das Team aufgrund der Chassis-Lieferschwierigkeiten auslassen. Bei seiner Rückkehr in Chengdu gelangen Danny Watts auf Anhieb zwei zweite Plätze. Drei weitere Punkteresultate bedeuteten am Ende die zehnte Gesamtposition mit 28 Punkten.
Das A1 Team Großbritannien hat an 38 Rennwochenenden der A1GP-Serie teilgenommen.

## Fahrer
Das A1 Team Großbritannien setzte an Rennwochenenden neun verschiedene Fahrer ein, von denen fünf auch an den Rennen selbst teilnahmen. Außerdem kam bei den offiziellen Tests in Silverstone und Le Castellet 2005 Alex Lloyd zum Einsatz.

### Übersicht der Fahrer
| Fahrer          | RG | SR | HR | RS | 1. Pl.  | 2. Pl.   | 3. Pl.  | PP | SRR | Pkt. |
| --------------- | -- | -- | -- | -- | ------- | -------- | ------- | -- | --- | ---- |
| Kerr, Robbie    | 46 | 23 | 23 | –  | 3 (3/0) | 11 (3/8) | 4 (2/2) | 4  | 2   | 203  |
| Jarvis, Oliver  | 14 | 7  | 7  | 9  | 2 (0/2) | 5 (3/2)  | 0 (0/0) | 0  | 2   | 97   |
| Watts, Danny    | 6  | 3  | 3  | 4  | 0 (0/0) | 2 (1/1)  | 0 (0/0) | 1  | 0   | 20   |
| Clarke, Dan     | 6  | 3  | 3  | 1  | 0 (0/0) | 0 (0/0)  | 0 (0/0) | 0  | 0   | 8    |
| Manning, Darren | 4  | 2  | 2  | –  | 0 (0/0) | 1 (1/0)  | 0 (0/0) | 0  | 0   | 15   |
| Winslow, James  | -  | –  | –  | 4  | 0 (0/0) | 0 (0/0)  | 0 (0/0) | 0  | 0   | 0    |
| Tappy, Duncan   | -  | –  | –  | 2  | 0 (0/0) | 0 (0/0)  | 0 (0/0) | 0  | 0   | 0    |
| Turvey, Oliver  | -  | –  | –  | 1  | 0 (0/0) | 0 (0/0)  | 0 (0/0) | 0  | 0   | 0    |
| Steele, Aaron   | -  | –  | –  | 1  | 0 (0/0) | 0 (0/0)  | 0 (0/0) | 0  | 0   | 0    |

Legende: RG = Rennen gesamt; SR = Sprintrennen; HR = Hauptrennen; RS = Rookie-Sessions; PP = Pole-Position; SRR = schnellste Rennrunde

## Ergebnisse
| Saison | 1         | 1         | 2          | 2          | 3       | 3       | 4          | 4          | 5       | 5       | 6          | 6          | 7          | 7          | 8         | 8         | 9         | 9         | 10        | 10        | 11        | 11        | Rang | Punkte |
| ------ | --------- | --------- | ---------- | ---------- | ------- | ------- | ---------- | ---------- | ------- | ------- | ---------- | ---------- | ---------- | ---------- | --------- | --------- | --------- | --------- | --------- | --------- | --------- | --------- | ---- | ------ |
| 05/06  | Brands H. | Brands H. | EuroSpeed. | EuroSpeed. | Estoril | Estoril | Eastern C. | Eastern C. | Sepang  | Sepang  | Dubai      | Dubai      | Durban     | Durban     | Sentul    | Sentul    | Monterrey | Monterrey | Laguna S. | Laguna S. | Shanghai  | Shanghai  | 3.   | 97     |
| 05/06  | 5 KER     | 16 KER    | 24 KER     | 2 KER      | 20 KER  | 12 KER  | 5 KER      | 2 KER      | 3 KER   | 20 KER  | 9 KER      | 2 KER      | 2 KER      | 20 KER     | 2 KER     | 10 KER    | 11 KER    | 6 KER     | 4 KER     | 3 KER     | 2 MAN     | 15 MAN    | 3.   | 97     |
| 06/07  | Zandvoort | Zandvoort | Brno       | Brno       | Peking  | Peking  | Sepang     | Sepang     | Sentul  | Sentul  | Taupo      | Taupo      | Eastern C. | Eastern C. | Durban    | Durban    | Mexiko-S. | Mexiko-S. | Shanghai  | Shanghai  | Brands H. | Brands H. | 3.   | 92     |
| 06/07  | 5 MAN     | 7 MAN     | 9 KER      | 6 KER      | 7 JAR   | 2 JAR   | 5 KER      | 2 KER      | 3 KER   | 16 KER  | 8 KER      | 21 KER     | 19 KER     | 10 KER     | 9 KER     | 2 KER     | 2 JAR     | 1 JAR     | 1 KER     | 2 KER     | 1 KER     | 2 KER     | 3.   | 92     |
| 07/08  | Zandvoort | Zandvoort | Brno       | Brno       | Sepang  | Sepang  | Zhuhai     | Zhuhai     | Taupo   | Taupo   | Eastern C. | Eastern C. | Durban     | Durban     | Mexiko-S. | Mexiko-S. | Shanghai  | Shanghai  | Brands H. | Brands H. | ---       | ---       | 3.   | 126    |
| 07/08  | 7 JAR     | 1 JAR     | 2 KER      | 17 KER     | 6 JAR   | 12 JAR  | 6 JAR      | 5 JAR      | 20 KER  | 19 KER  | 16 KER     | 3 KER      | 2 JAR      | 11 JAR     | 2 JAR     | 2 JAR     | 9 KER     | 9 KER     | 1 KER     | 2 KER     |           |           | 3.   | 126    |
| 08/09  | Zandvoort | Zandvoort | Chengdu    | Chengdu    | Sepang  | Sepang  | Taupo      | Taupo      | Kyalami | Kyalami | Algarve    | Algarve    | Brands H.  | Brands H.  | ---       | ---       | ---       | ---       | ---       | ---       | ---       | ---       | 10.  | 28     |
| 08/09  |           |           | 3 WAT      | 3 WAT      | 16 WAT  | 16 WAT  | 12 CLA     | 12 CLA     | 19 WAT  | 7 WAT   | 11 CLA     | 7 CLA      | 13 CLA     | 7 CLA      |           |           |           |           |           |           |           |           | 10.  | 28     |

| Legende  | Legende            | Legende                                                          |
| Farbe    | Abkürzung          | Bedeutung                                                        |
| -------- | ------------------ | ---------------------------------------------------------------- |
| Gold     | –                  | Sieg                                                             |
| Silber   | –                  | 2. Platz                                                         |
| Bronze   | –                  | 3. Platz                                                         |
| Grün     | –                  | Platzierung in den Punkten                                       |
| Blau     | –                  | Klassifiziert außerhalb der Punkteränge                          |
| Violett  | DNF                | Rennen nicht beendet (did not finish)                            |
| Violett  | NC                 | nicht klassifiziert (not classified)                             |
| Rot      | DNQ                | nicht qualifiziert (did not qualify)                             |
| Rot      | DNPQ               | in Vorqualifikation gescheitert (did not pre-qualify)            |
| Schwarz  | DSQ                | disqualifiziert (disqualified)                                   |
| Weiß     | DNS                | nicht am Start (did not start)                                   |
| Weiß     | WD                 | zurückgezogen (withdrawn)                                        |
| Hellblau | PO                 | nur am Training teilgenommen (practiced only)                    |
| Hellblau | TD                 | Freitags-Testfahrer (test driver)                                |
| ohne     | DNP                | nicht am Training teilgenommen (did not practice)                |
| ohne     | INJ                | verletzt oder krank (injured)                                    |
| ohne     | EX                 | ausgeschlossen (excluded)                                        |
| ohne     | DNA                | nicht erschienen (did not arrive)                                |
| ohne     | C                  | Rennen abgesagt (cancelled)                                      |
| ohne     | keine WM-Teilnahme |                                                                  |
| sonstige | P/fett             | Pole-Position                                                    |
| sonstige | 1/2/3/4/5/6/7/8    | Punktplatzierung im Sprint-/Qualifikationsrennen                 |
| sonstige | SR/kursiv          | Schnellste Rennrunde                                             |
| sonstige | *                  | nicht im Ziel, aufgrund der zurückgelegten Distanz aber gewertet |
| sonstige | ()                 | Streichresultate                                                 |
| sonstige | unterstrichen      | Führender in der Gesamtwertung                                   |